# طابع ثلاثة سكيلينج الأصفر
طابع تريسكيلينج الأصفر، أو ثلاثة شلن بانكو خطأ في اللون (بالسويدية: غول تري سكيلينج بانكو، حرفياً "أصفر ثلاثة سكيلينج بانكو")، وهو طابع بريد نادر سويدي لا يُعرف منه سوى نسخة واحدة فقط. أُلغي الطابع في نيا كوباربيرجيت (المعروفة الآن باسم كوباربرج)، على بعد حوالي 150 كيلومترًا (93 ميلًا) من أوبسالا، في 13 يوليو 1857. وقد بيع آخر مرة في عام 2013.

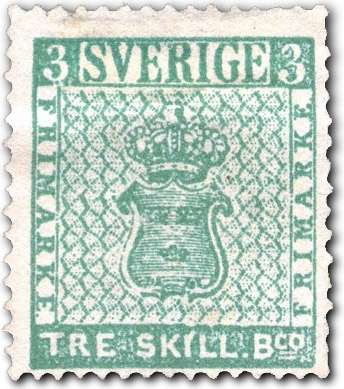
طابع سويدي من فئة ثلاثة شلنات أخضر

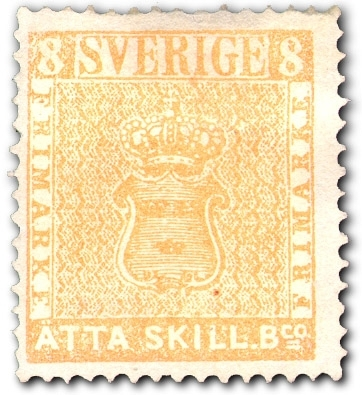
طابع سويدي من فئة ثمانية شلن أصفر من عام 1855. من مجموعات متحف البريد السويدي.

أصدرت السويد أول طوابعها البريدية في عام 1855، حيث كانت تصور شعار النبالة السويدي في مجموعة من خمس فئات تتراوح بين ثلاثة إلى 24 شلن سويدي. طُبع الطابع ذو الثلاث شلنات عادةً باللون الأزرق المائل للأخضر، وطبع الطابع ذو الثمانية شلنات باللون البرتقالي المائل للصفرة. لا يُعرف بالضبط ما هو الخطأ الذي حدث، ولكن التفسير الأكثر ترجيحًا هو أن الصورة النمطية للطابع ذو الثماني شلنات (التي كانت تتكون من 100 نموذج مجسم مجمعة في مصفوفة مقاس 10 × 10) قد تلفت أو انكسرت، واستُبدلت عن طريق الخطأ بأخرى ذات ثلاث شلنات. إن عدد الطوابع المطبوعة باللون الخطأ غير معروف، ولكن لم يُعثر إلا على نسخة واحدة فقط.
مر الخطأ دون أن يلاحظهُ أحد في ذلك الوقت، وبحلول عام 1858 تغيرت العملة السويدية. واستبدلت طوابع السكيلينج بطوابع جديدة مقومة بـ"الأوري". في عام 1886، كان جامع الطوابع الشاب جورج فيلهلم باكمان يبحث في أغلفة في علية جدته في مزرعة فاستر مونغا غارد شمال فاستيراس، وعثر على واحد يحمل طابعًا من ثلاث شلنات، وكان تاجر طوابع البريد في ستوكهولم هاينريش ليختنشتاين يعرض سبعة كرونات للقطعة الواحدة ذات الثلاث شلنات.
وبعد أن تداولتها الأيدي عدة مرات، باعها سيغموند فريدل مقابل 4000 فلورين إلى فيليب فون فيراري في عام 1894، الذي كان يمتلك في ذلك الوقت أكبر مجموعة طوابع في العالم. وبمرور الوقت، وعدم ظهور أي "أصفر" آخر رغم البحث، أصبح من الواضح أن الطابع لم يكن نادرًا فحسب، بل ربما كان المثال الوحيد الباقي على قيد الحياة.
عندما عُرضت مجموعة فيراري في مزاد علني في عقد العشرينيات من القرن العشرين، اشترى البارون السويدي إريك ليجونهوفود الطابع الأصفر، ثم اشتراه كلايس أ. تام في عام 1926 مقابل 1500 جنيه إسترليني ليكمل مجموعته من الطوابع السويدية. وفي عام 1928، بيع الطابع مقابل 2,000 جنيه إسترليني للمحامي يوهان رامبرغ، الذي احتفظ بهِ لمدة تسع سنوات. وفي عام 1937، اشتراه ملك رومانيا كارول الثاني من دار المزادات بلندن H. R. Harmer مقابل 5,000 جنيه إسترليني، وفي عام 1950 ذهب إلى رينيه بيرلينجن مقابل مبلغ غير معروف.
في عقد السبعينيات من القرن العشرين، أثار متحف البريد السويدي جدلاً بإعلانهِ أن الطابع مزوّر، ولكن بعد فحصهِ من قبل لجنتين مختلفتين، تم الاتفاق على أنه طابع أصلي.
في عام 1984، تصدر الطابع الأصفر عناوين الصحف عندما باعه ديفيد فيلدمان بمبلغ 977,500 فرنك سويسري. وبيعت مرة أخرى في عام 1990 بمبلغ يزيد عن 1,000,000,000 دولار، ثم بيعت مرة أخرى في عام 1996 بمبلغ 2,880,000 فرنك سويسري. وكانت كل عملية بيع متتالية تمثل سعرًا قياسيًا عالميًا لطابع بريدي.
في 22 مايو 2010، تم بيع الطابع الأصفر في مزاد علني في جنيف بسويسرا على يد ديفيد فيلدمان "بسعر لا يقل عن 2.3 مليون دولار [الذي] سجل رقماً قياسياً في عام 1996" كان المشتري "كونسورتيوم دولي" وكان البائع شركة مالية تبيع الطابع بالمزاد العلني لسداد ديون المالك السابق. لم يتم الإفصاح عن السعر المحدد وهوية المشتري وأقسم جميع المزايدين على السرية؛ ومع ذلك، ذكر الدلال أن المزاد "لا يزال يساوي أكثر من أي طابع آخر". تم التعرف على المشتري فيما بعد على أنه أرماند روسو، "وهو "لاعب ملون في مجال جمع الطوابع ومعروف بعدد من الأنشطة البارزة." في مايو 2013، حصل الكونت غوستاف دوغلاس، وهو رجل نبيل وسياسي سويدي، على الطابع في عملية بيع خاصة في مايو 2013.

## دعوى جان كلود أندريه
في عام 2012 أو قبل ذلك، رفع جان كلود أندريه وزوجته جين أندريه دعوى قضائية في محكمة العدل العليا، شعبة تشانسري، لندن، ضد بنك كلايدسديل PLC، مدعيًا أنه كان قد خزن صندوقًا مغلقًا في البنك كان يوجد فيهِ ستة ظروف بريدية تحمل ما مجموعهُ تسعة طوابع بريدية صفراء من نوع تريسكيلينج إلى جانب أشياء أخرى أقل قيمة. وادّعى أندريه أنه ترك الصندوق دون عائق من عام 1986 إلى عام 2004، ولكن عندما استعاده كان القفل قد فُكّ وسُرقت الظروف البريدية والطوابع. وشهد تاجر طوابع البريد ديفيد فيلدمان بأن قيمة الظروف البريدية كانت ستبلغ حوالي 3.7 مليون جنيه إسترليني. وبعد محاكمة مطولة، أصدرت المحكمة حكمًا بتاريخ 31 يناير/كانون الثاني - 1 فبراير/شباط 2013، رفضت فيهِ دعوى أندريه وزوجه، حيث وجدت أنهُما شاهدان غير موثوق بهما وأن ادعاءهما يعاني من "عدم المصداقية المطلقة".

## في الثقافة الشعبية
في الحلقة الثانية "العودة إلى المرسل" من الموسم السادس من مسلسل وايت كولار (الياقات البيضاء)، يتعين على نيل كافري سرقة طابع تريسكيلينج الأصفر كجزء من عملية سرقة خططت لها مجموعة حصرية من اللصوص، الفهود الوردية. ويظهر الختم بتفاصيل عالية بينما يقوم كافري بتزوير نسخة منه.